# Metropolia di Orenburg

Localizzazione dell'oblast' di Orenburg.

La metropolia di Orenburg (in russo Оренбургская митрополия?) è una delle province ecclesiastiche che costituiscono la Chiesa ortodossa russa.
Istituita dal Santo Sinodo il 6 ottobre 2011, comprende l'intera oblast' di Orenburg nel circondario federale del Volga.
È costituita da 3 eparchie:
- Eparchia di Orenburg
- Eparchia di Buzuluk
- Eparchia di Orsk

Sede della metropolia è la città di Orenburg, il cui eparca ha il titolo di "Metropolita di Orenburg e Saraktaš".